# Mikkel Rasmussen (bonde)
 For alternative betydninger, se Mikkel Rasmussen. (Se også artikler, som begynder med Mikkel Rasmussen)
Mikkel Rasmussen (17. december 1798 i Nordby på Samsø – 1859) var en dansk bonde og politiker.
Han var søn af gårdmand Rasmus Nielsen (1767-1832), blev 1817 seminarist fra Besser Seminarium og var 1818-45 skolelærer i Herlufmagle ved Næstved. 1840 fæstede han desuden en gård i landsbyen Torpe i samme sogn. Han var 1842-47 og 1856-59 medlem af sogneforstanderskabet og valgtes 1856 til Præstø Amtsråd; blev 1843 tillige sognefoged. 1847 valgtes han til stænderdeputeret og gav næste år møde i den sidste samling i Roskilde; havde forinden været formand for bøndernes møde i København 15. februar og var 1848-49 medlem af den grundlovgivende Rigsforsamling, men trak sig tilbage ved valget til det første Folketing. Derimod lykkedes det ham ved folketingsvalget i 1852 at fortrænge Asmund Gleerup fra Holbæk Amts 3. valgkreds og at holde denne plads indtil 1858, da han – der havde sluttet sig til Geert Winthers gruppe – blev vraget for Søren Jensen af Rude, som støttedes af J.A. Hansen. I Folketinget spillede han kun en ringe rolle, men gjaldt for en type på de rene Bondevenner.
Han ægtede 1819 Dorthe, datter af skrædder Mikkel Jensen i Nordby.